# Rosa Bussarna

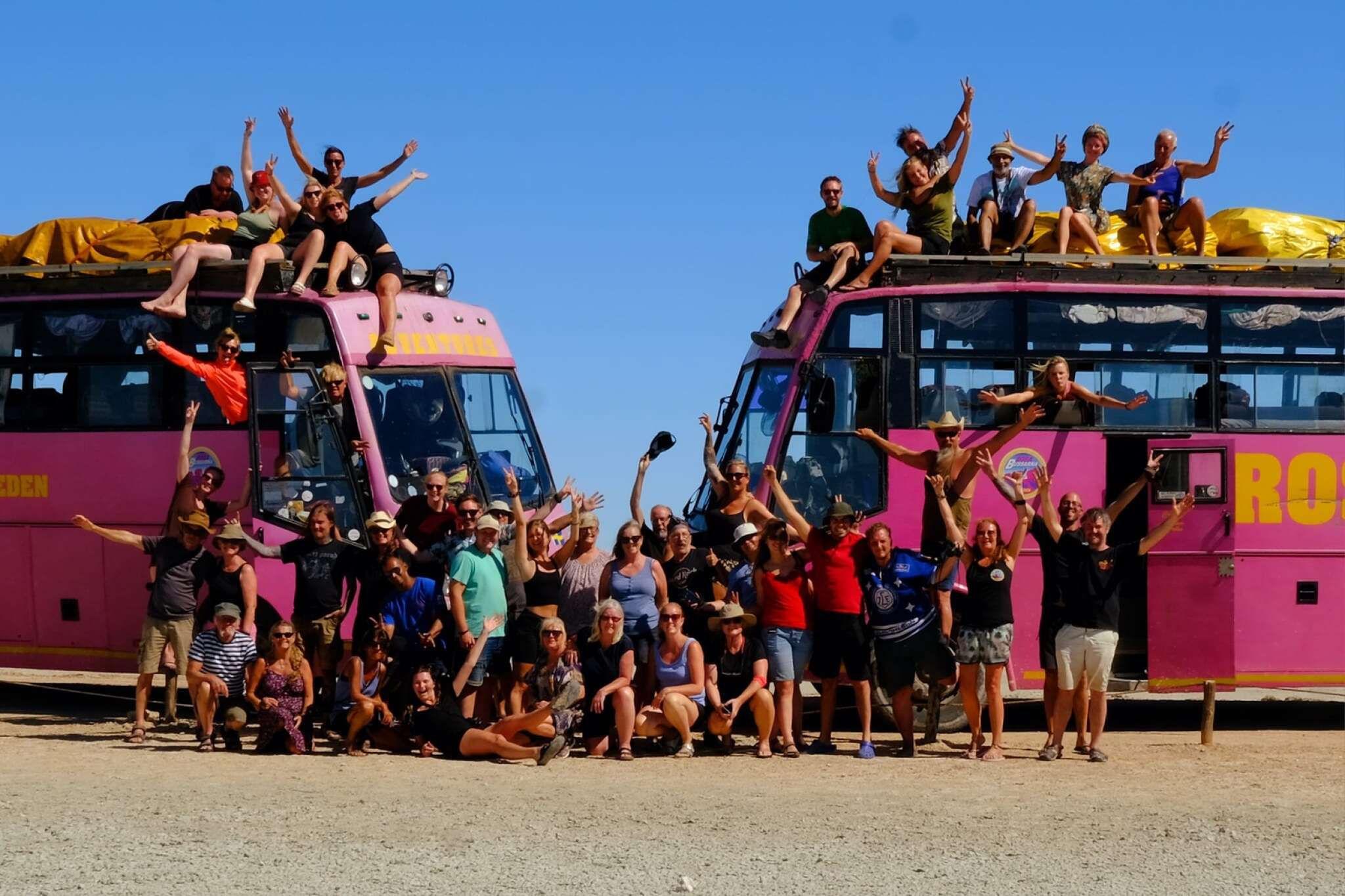
Rosa Bussarnas fordon för transport av bagage och utrustning

Rosa Bussarna, egentligen Anders Eriksson Travel AB, är en svensk resebyrå, grundad 1972 av ägaren Anders Eriksson. Den specialiserar sig på längre äventyrsresor till bland annat Indien, Afrika och Sydamerika  och företaget har flera rosafärgade ombyggda bussar som används både för resan och övernattning. Rosa Bussarna är egentligen ett av reseföretagets varumärken tillsammans med Pink Caravan Adventures.
Grundaren Anders Eriksson planerade en längre resa till Indien år 1969 tillsammans med sju vänner. De köpte en buss med vilken de tänkte resa, men flera av vännerna hoppade av. Till sist var det bara Anders Eriksson och en till som åkte iväg. De hade kommit över ett större parti träskor som de tog med sig på resan för att sälja. Under resvägen plockade de dessutom upp betalande liftare och när de återvände till Sverige hade de med sig mer pengar än när de reste. Anders Eriksson beslutade sig för att starta ett företag för resor med ungefär samma koncept och 1972 åkte den första organiserade resan till Indien. Våren 1999 visade Sveriges Television dokusåpan "Karavan" som spelades in under en resa i Afrika mellan Nairobi och Kapstaden.
Fram till 1981 gick resorna uteslutande till Indien men 1981 gjordes första resan till Grekland. År 1995 genomfördes första resan genom Afrika och 1996 genomfördes en jordenruntresa. År 1998 introducerades resor i Nordamerika utan rosa bussar. Därefter har resor organiserats även till Australien och Nya Zeeland, Kanada och Alaska, Sydamerika samt Indokina. Företaget organiserar även andra upplevelseresor som cykel- och vandringsresor, musikfestivalresor och resor med Transsibiriska järnvägen samt har särskilda resor för resenärer som är äldre än 50 år.